# Feriha Öz
Ganime Feriha Öz (n. 1933, Kadıköy⁠(d), İstanbul, Turcia – d. 2 aprilie 2020, Turcia) a fost o academiciană și patologă turcă, de profesie medic.
Öz a absolvit Liveul de Fete Çamlıca în 1951, iar apoi a studiat medicina și a absolvit de la Universitatea din Istanbul în anul 1957. După absolvire, a lucrat ca medic în districtul Akdağmadeni din Yozgat. Și-a început viața academică la Facultatea de Medicină Cerrahpașa. A primit titlul de profesor asociat în 1968 și titlul de profesor universitar în anul 1976. A avut peste 100 de studii științifice și publicații la nivel național și internațional. S-a retras din Departamentul de Patologie din Cerrahpașa în anul 2000.
A murit pe 2 aprilie 2020 din cauza complicațiilor cauzate de COVID-19. Sait Gonen, decan la Facultatea de Medicină Cerrahpașa al Universității din Istanbul, a anunțat vestea decesul său pe Twitter. Ministrul Sănătății, Fahrettin Koca, a publicat un mesaj de condoleanțe. Colegiul Medicilor din Istanbul a confirmat vestea decesului ei. Pe 3 aprilie 2020, a avut loc o ceremonie de rămas bun la Facultatea de Medicină Cerrahpașa.